# François-Verdier (métro de Toulouse)
Pour les articles homonymes, voir François Verdier.
François Verdier  est une station de la ligne B du métro de Toulouse. Elle est située, au niveau du boulevard Lazare-Carnot, dans le quartier Saint-Georges, en centre-ville de Toulouse.
Elle est ouverte en juin 2007, comme le reste de la ligne B.
A l'horizon 2028, elle sera une station de correspondance avec la Ligne C du métro de Toulouse entre les stations Marengo – SNCF et Côte Pavée du projet Toulouse Aerospace Express.

## Situation sur le réseau
La station est située sur la ligne B du métro de Toulouse, entre les stations Jean-Jaurès au nord et Carmes au sud.

## Histoire
Depuis son inauguration le 30 juin 2007, cette station est équipée de quais à 12 portes lui permettant de recevoir des rames de 52 m à 4 voitures. Ce n'est le cas que pour très peu de stations de la ligne B. Elle porte le nom de François Verdier, un résistant français, assassiné par la Gestapo.
En 2018, 3 385 070 voyageurs sont entrés dans la station, ce qui en fait la 10e station la plus fréquentée sur 37 en nombre de validations.

## Services aux voyageurs

### Accès et accueil

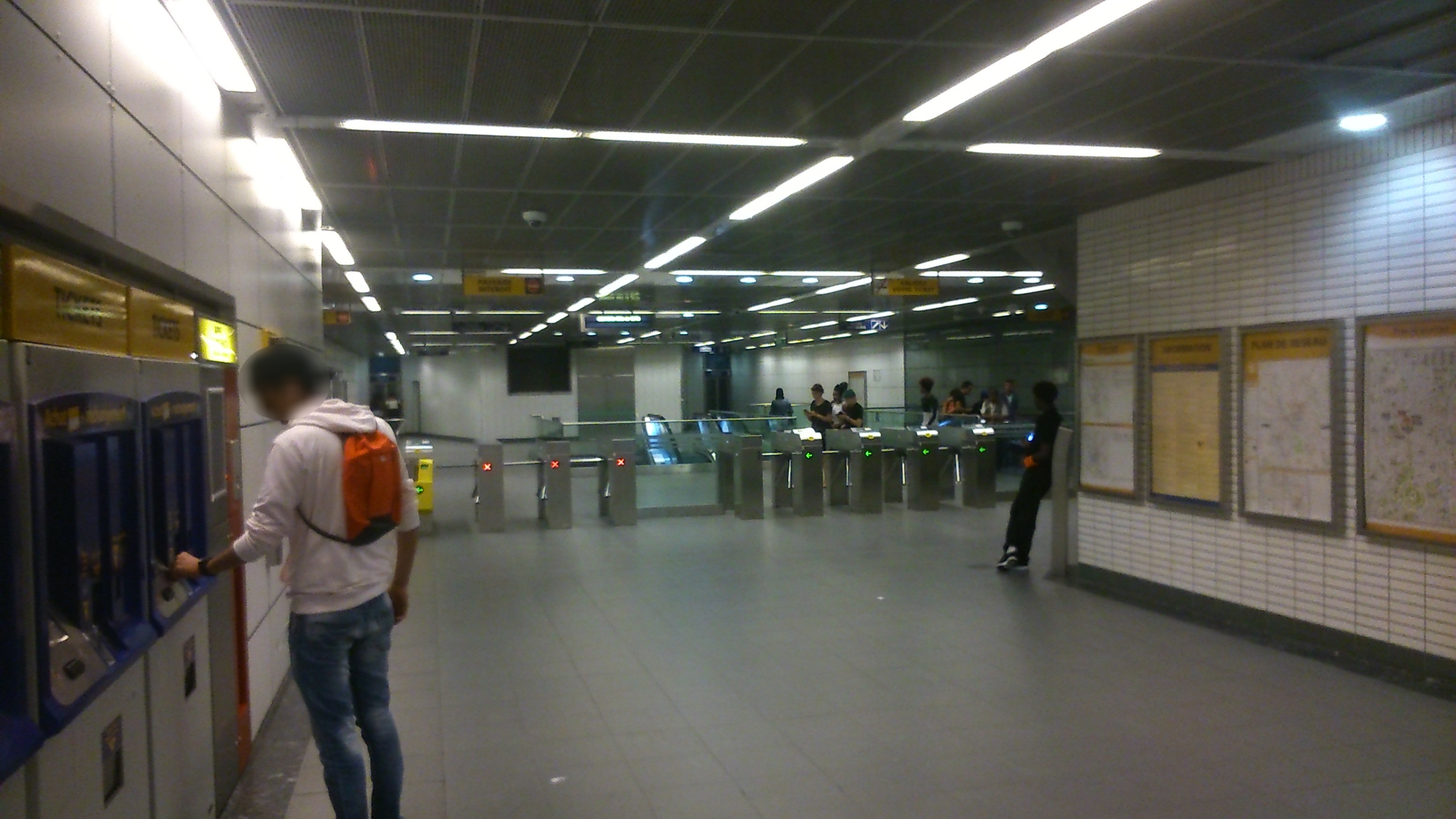
La salle des billets et les tourniquets.

La station est accessible depuis deux entrées, situées l'une en face de l'autre, sur le boulevard Lazare Carnot, en face du monument aux morts.
La station est équipée de guichets automatiques permettant l'achat des titres de transports.

### Desserte
Comme sur le reste du métro toulousain, le premier départ de la station est à 5h15, le dernier départ est à 0h du dimanche au jeudi et à 3h le vendredi et samedi.

### Intermodalité
La station est desservie par les Linéo L1, L7, L8 et L9, par les lignes 14, 29 et 44 du réseau Tisséo et par les lignes 318, 319, 357, 358, 359, 361, 364, 380 et 383 du réseau Arc-en-Ciel.

## L'art dans la station
Œuvre réalisée par Patrick Corillon. La station près du Monument aux combattants raconte la légende des "Mallandiers" des arbres qui naissent creux et que l’on trouve essentiellement dans les décombres des champs de bataille… Les racines de l'arbre se trouvent sur le quai en direction de Borderouge.

## À proximité
- École nationale supérieure d'électrotechnique, d'électronique, d'informatique, d'hydraulique et des télécommunications (ENSEEIHT)
- Halle aux Grains (salle de concerts)
- Cathédrale Saint-Étienne
- Palais archiépiscopal de Toulouse
- Palais Niel
- Jardin Royal et Jardin du Grand-Rond
- Monument aux combattants de la Haute-Garonne
- Stations VélôToulouse n° 23, 6 Blvd Lazare Carnot ; n° 99, 7 rue du Rempart St Étienne ; n° 24, 14 Pl Saint Étienne; n° 43, 14 Pl Dominique Martin Dupuy

## Projet
À l'horizon 2028, François-Verdier deviendra normalement une des trois stations de correspondance entre la ligne B et la ligne C du métro de Toulouse dans le cadre du projet Toulouse Aerospace Express,. Il s'agit d'une station où la définition de l'emplacement précis a nécessité des études approfondies par Tisséo en raison de la complexité du site. Un parvis devrait être créé le long des allées François Verdier « tout en gardant le caractère paysager » selon Tisséo, alors que le possible abattage des arbres le long des allées avait suscité des inquiétudes. Cela a causé le déplacement de la station vers le Monument aux combattants de la Haute-Garonne qui va être déplacé de 35 m en arrière à l'été 2023 puis remis en place au centimètre près, en 2027-2028. La station doit aussi prendre en compte la présence du parking souterrain Carnot.
Une réorganisation du secteur sera mise en œuvre, en lien avec le réaménagement de la rue de Metz environnante. Un déplacement des arrêts de bus est envisagé. Les accès de la station actuelle seront remaniés car les émergences des deux stations seront communes.
Ce sera la station la plus profonde du réseau toulousain avec des quais à 35 mètres sous le niveau du sol. Elle se déploiera sur 5 niveaux souterrains pour une longueur d'environ 50 mètres, comme les autres stations de la ligne. La correspondance avec la station actuelle se fera au niveau -1 avec la salle des billets de la station actuelle et au niveau -2 avec la mezzanine de la station actuelle. La salle des billets sera aux niveaux -1 et -2. Les niveaux -3,-4,et -5 seront respectivement le niveau du retournement pour les escaliers, de la mezzanine, et des quais.
La station de la ligne C accueillera une œuvre du plasticien Étienne Rey.